# Equació de Schrödinger no lineal

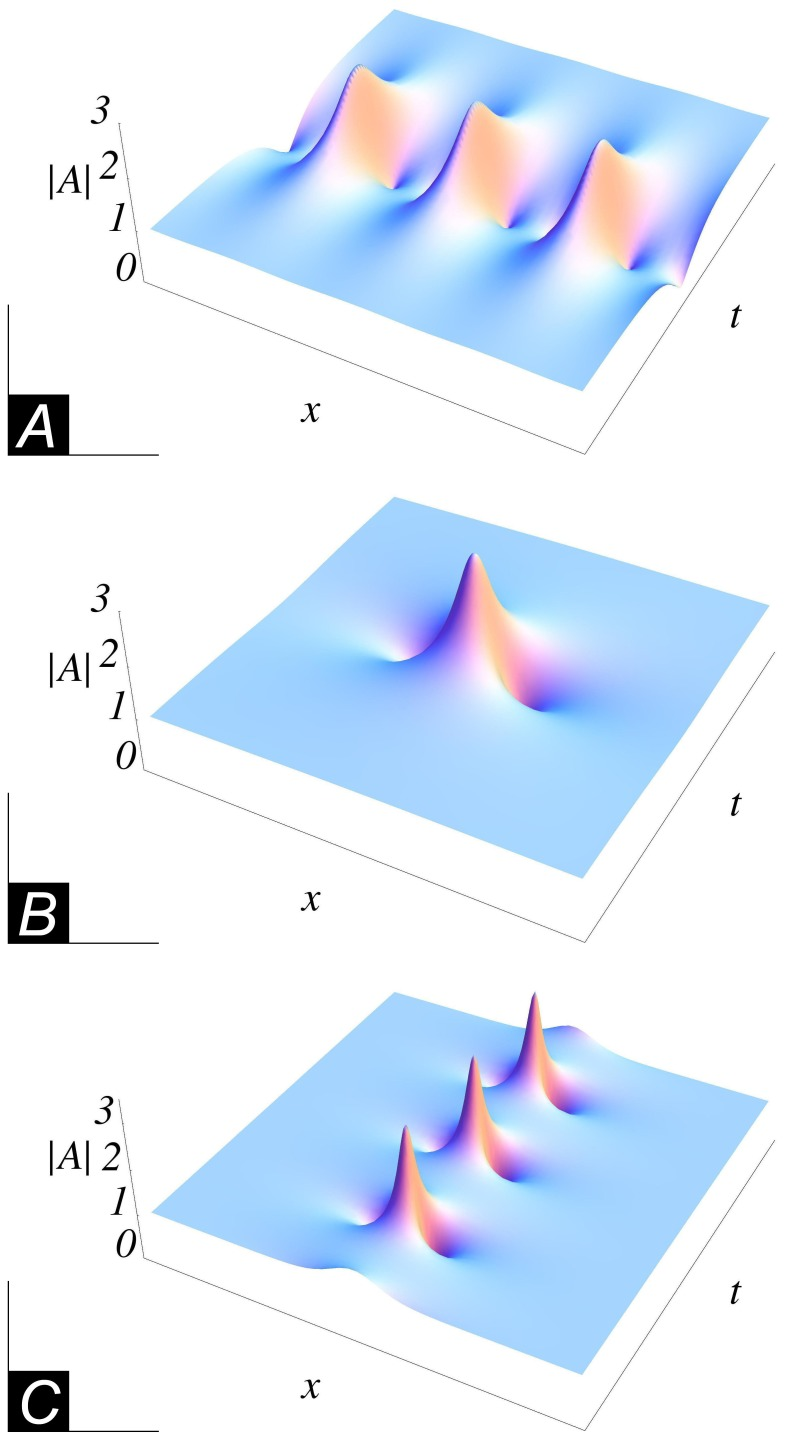
Valor absolut de l'embolcall complex de solucions de respiració analítiques exactes de l'equació no lineal de Schrödinger (NLS) en forma adimensional. (A) El respirador d'Akhmediev; (B) el respirador pelegrí; (C) el respirador Kuznetsov–Ma.

En física teòrica, l'equació de Schrödinger (unidimensional) no lineal (NLSE) és una variació no lineal de l'equació de Schrödinger. És una equació de camp clàssica les principals aplicacions de la qual són a la propagació de la llum en fibres òptiques no lineals i guies d'ones planes i a condensats de Bose-Einstein confinats a trampes amb forma de cigar altament anisòtropes, en règim de camp mitjà. Addicionalment, l'equació apareix en els estudis d'ones de gravetat de petita amplitud a la superfície d'aigua profunda sense viscositat (viscositat zero); les ones de Langmuir en plasmes calents; la propagació de feixos d'ones difractades per plans a les regions d'enfocament de la ionosfera; la propagació dels solitons alfa-hèlix de Davydov, que són els responsables del transport d'energia al llarg de les cadenes moleculars; i molts altres. De manera més general, l'NLSE apareix com una de les equacions universals que descriuen l'evolució de paquets que varien lentament d'ones quasi monocromàtiques en medis dèbilment no lineals que tenen dispersió. A diferència de l'equació lineal de Schrödinger, la NLSE mai descriu l'evolució temporal d'un estat quàntic. El NLSE 1D és un exemple de model integrable.
En mecànica quàntica, el NLSE 1D és un cas especial del camp de Schrödinger no lineal clàssic, que al seu torn és un límit clàssic d'un camp de Schrödinger quàntic. Per contra, quan el camp de Schrödinger clàssic es quantifica canònicament, es converteix en una teoria quàntica de camps (que és lineal, malgrat que s'anomena "equació de Schrödinger quàntica no lineal ") que descriu partícules puntuals bosòniques amb interaccions de funció delta: les partícules o repel·lir o atraure quan es troben al mateix punt. De fet, quan el nombre de partícules és finit, aquesta teoria quàntica de camps és equivalent al model de Lieb-Liniger. Tant les equacions quàntiques com les clàssiques 1D no lineals de Schrödinger són integrables. D'especial interès és el límit de la repulsió de força infinita, en aquest cas el model Lieb-Liniger es converteix en el gas Tonks-Girardeau (també anomenat gas Bose de nucli dur o gas Bose impenetrable). En aquest límit, els bosons poden, mitjançant un canvi de variables que és una generalització contínua de la transformació de Jordan-Wigner, transformar-se en un sistema unidimensional no interaccionant sense spin  fermions.
L'equació de Schrödinger no lineal és una equació diferencial parcial no lineal, aplicable a la mecànica clàssica i quàntica.
L'equació de camp clàssica (en forma adimensional) és:
{\displaystyle i\partial _{t}\psi =-{1 \over 2}\partial _{x}^{2}\psi +\kappa |\psi |^{2}\psi }
per al camp complex ψ (x, t).
Aquesta equació sorgeix de l'Hamiltonià
{\displaystyle H=\int \mathrm {d} x\left[{1 \over 2}|\partial _{x}\psi |^{2}+{\kappa  \over 2}|\psi |^{4}\right]}
amb els parèntesis de Poisson{\displaystyle \{\psi (x),\psi (y)\}=\{\psi ^{*}(x),\psi ^{*}(y)\}=0\,}
{\displaystyle \{\psi ^{*}(x),\psi (y)\}=i\delta (x-y).\,}